# Saint-Julien-de-Concelles
Saint-Julien-de-Concelles è un comune francese di 6 949 abitanti situato nel dipartimento della Loira Atlantica nella regione dei Paesi della Loira.

## Storia

### Simboli
Lo stemma del Comune, ideato da Yves Boislève, è stato adottato nel 2001 e si blasona:
(Deliberazione comunale del 16 gennaio 2001)
Nella cappella di San Bartolomeo si trovano i gigli dello stemma della famiglia Plessix-Angié, antichi signori del luogo. Il verde ricorda la vita rurale e le attività agricole; le fasce ondate rappresentano la Loira.
Prima del 2001, lo stemma di Saint-Julien-de-Concelles si presentava: inquartato: nel 1º di porpora a due fragole di rosso fogliate di verde; nel 2º d'azzurro al grappolo d'uva di porpora; nel 3º d'azzurro al luccio d'argento rivoltato e inarcato in sbarra; nel 4º di porpora alla rondine di nero volante in banda. Era stato creato come simbolo della città in occasione della manifestazione di floricoltori, vivaisti e orticoltori Floralies di Nantes del 1982.

## Monumenti e luoghi d’interesse
- Cappella di San Bartolomeo (Chapelle Saint-Barthelémy) del XV secolo, costruita sui resti di terme gallo-romane; iscritta nel registro dei Monumento storici nel 1925[4]
- La Gentilhommière de la Meslerie, del XVIII secolo, completata nel 1820 su progetto di François-Léonard Seheult (1768–1840), è un bell'esempio di casa di campagna della regione di Nantes, la cui originalità risiede in un salotto circolare, che si proietta a semicerchio dalla facciata posteriore. È registrata come Monumento storico nazionale dal 1984.[5]

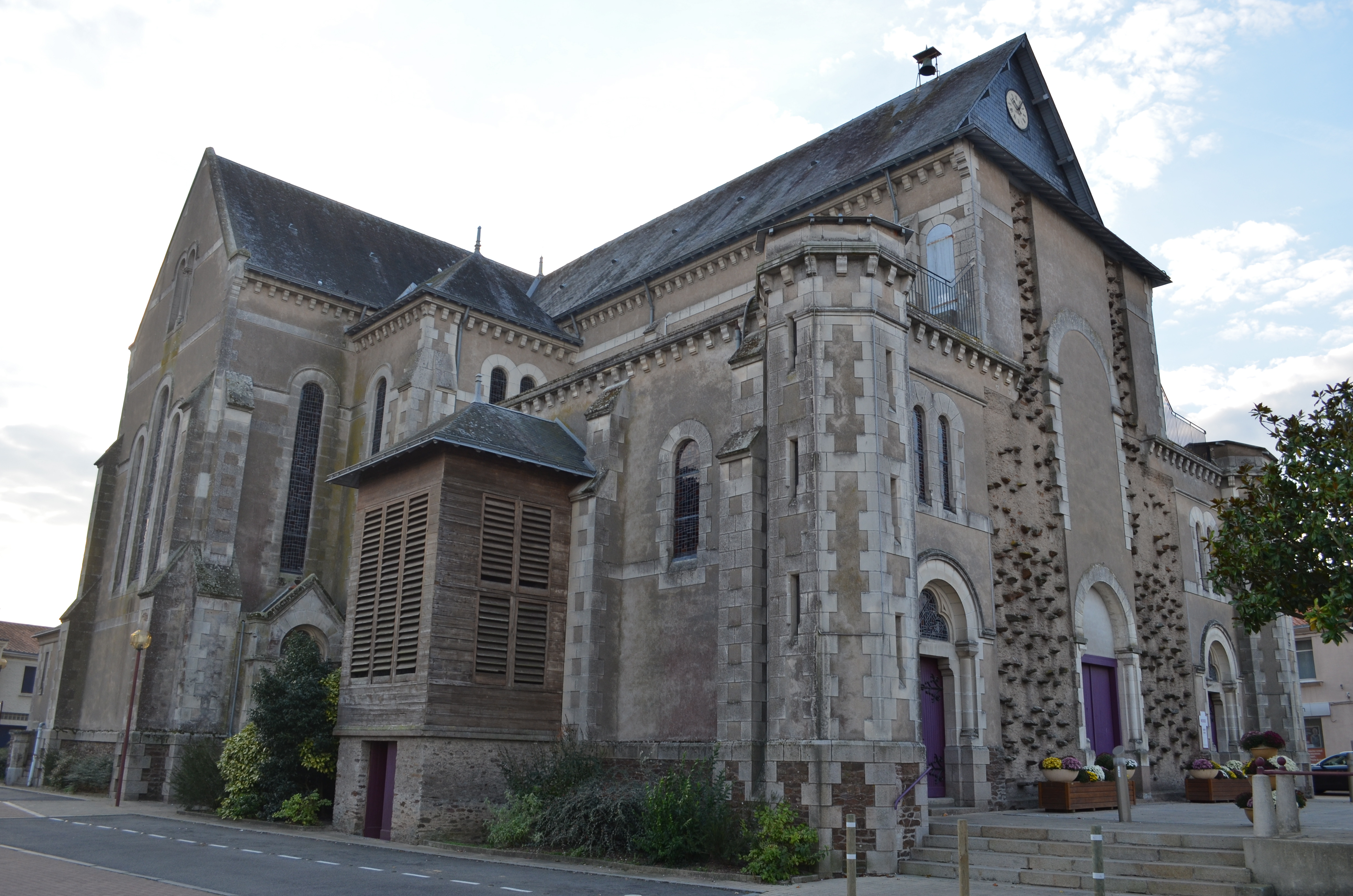
Chiesa di San Giuliano
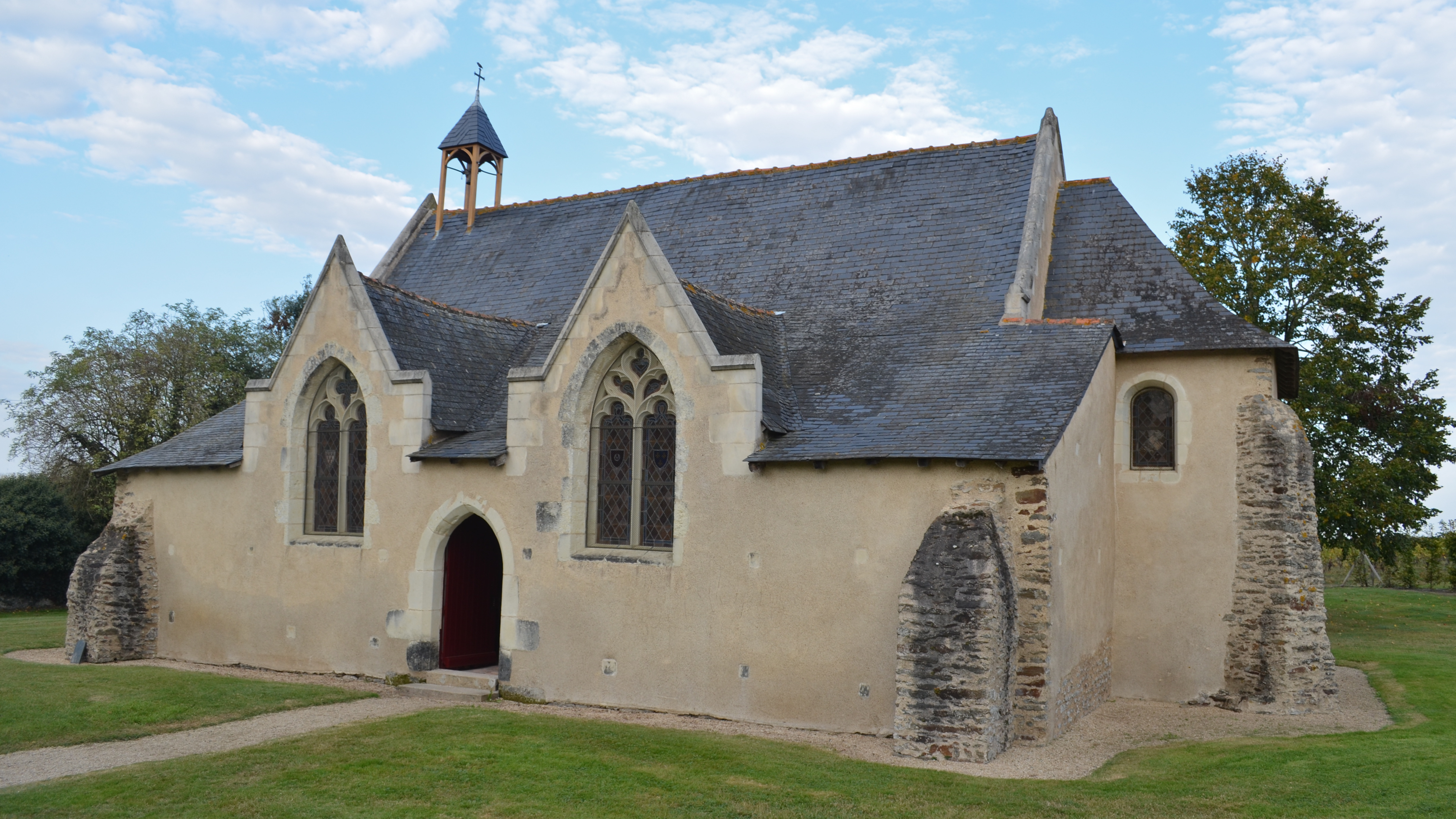
Cappella di San Bartolomeo
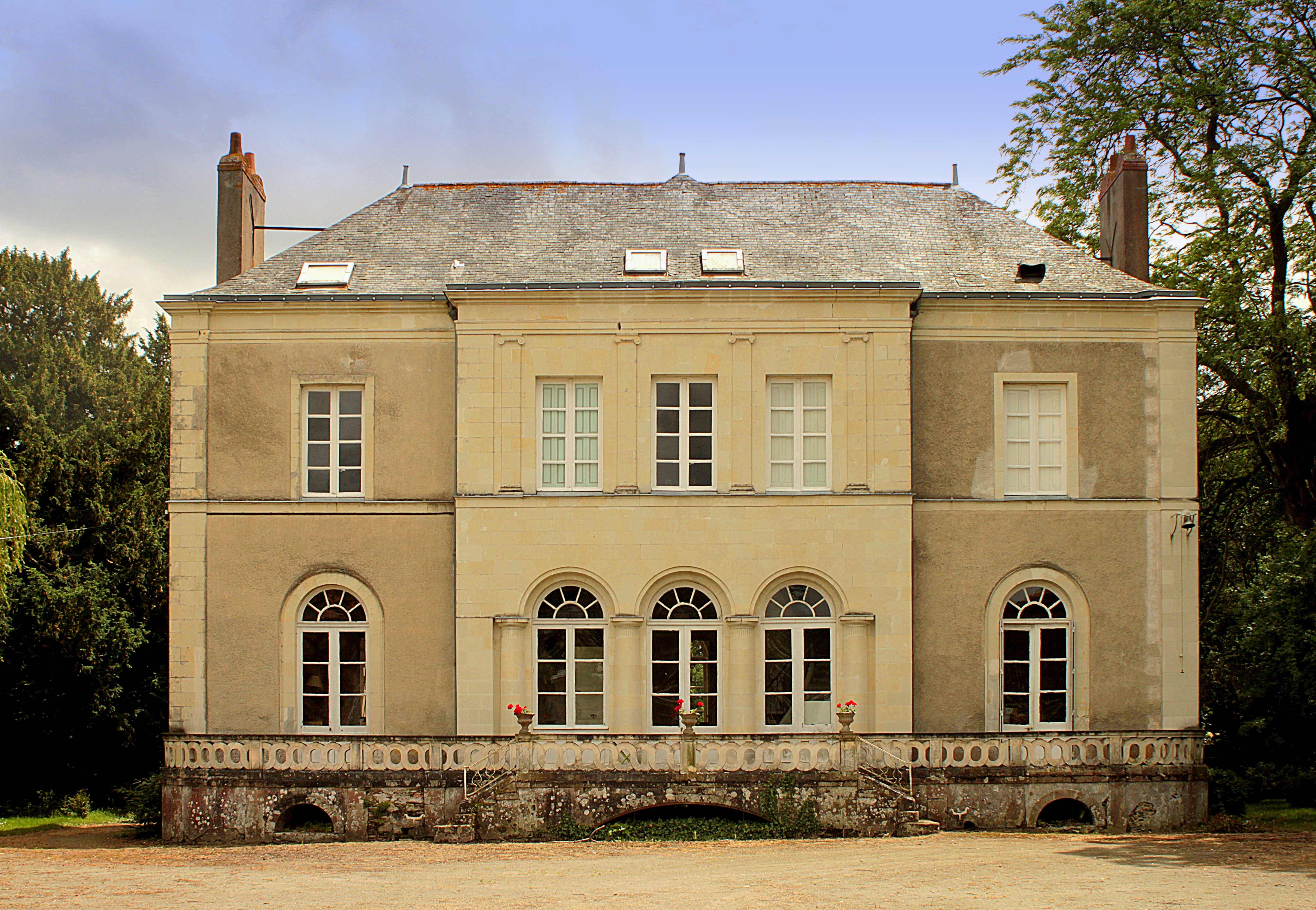
Gentilhommière de la Meslerie

## Società

### Evoluzione demografica
Abitanti censiti